# Skegrie socken
Skegrie socken i Skåne ingick i Skytts härad, uppgick 1967 i Trelleborgs stad och området ingår sedan 1971 i Trelleborgs kommun och motsvarar från 2016 Skegrie distrikt.
Socknens areal är 7,49 kvadratkilometer varav 7,42 land. År 2000 fanns här 555 invånare.  Huvuddelen av tätorten Skegrie med sockenkyrkan Skegrie kyrka ligger i socknen. 

## Administrativ historik
Socknen har medeltida ursprung. 
Vid kommunreformen 1862 övergick socknens ansvar för de kyrkliga frågorna till Skegrie församling och för de borgerliga frågorna bildades Skegrie landskommun. Landskommunen utökades 1952 och uppgick 1967 i Trelleborgs stad som ombildades 1971 till Trelleborgs kommun. Församlingen uppgick 2002 i Hammarlövs församling.
1 januari 2016 inrättades distriktet Skegrie, med samma omfattning som församlingen hade 1999/2000.  
Socknen har tillhört län, fögderier, tingslag och domsagor enligt vad som beskrivs i artikeln Skytts härad. De indelta soldaterna tillhörde Södra skånska infanteriregementet, Skytts kompani och Skånska dragonregementet, Haglösa skvadron, Haglösa kompani.

## Geografi
Skegrie socken ligger nordväst om Trelleborg. Socknen är en odlad slättbygd på Söderslätt.

## Fornlämningar
Nio boplatser, två hällkistor och två monumentala dösar från stenåldern är funna. 

## Namnet
Namnet skrevs i mitten av 1100-talet Schethrögum och kommer från kyrkbyn. Efterleden är hög. Förleden har oklar tolkning..